# 美闘陽子
美闘 陽子（びとう ようこ、女性、1986年12月13日 - ）は、日本の元女子プロレスラー。埼玉県川口市出身。

## 所属
- スターダム（2011年 - 2012年、2016年 - 2017年引退）

## 来歴
極真空手の有段者であり、関東大会優勝、全日本大会2位となった。また、ハンドボールでも全国2位になった。
2010年、風香のブログを通じてスカウトされてスターダムに練習生として入団して「未来のエース候補」として練習を積む。11月12日に行なわれた第1回プロテストで合格を果たした。
10月31日、新木場1stRINGで開催された「ゆずポン祭」で同じ練習生である須佐えりとのエキシビションマッチを行なった。
2011年1月23日、新木場1stRINGで開催された「スターダム旗揚げ戦 〜Birth of nova 新星誕生!〜」のメインイベントで世IV虎と対戦して10分31秒ドールBを決めてエビ固めで勝利を収めた。
だが、2月12日の大会では、愛リスとのタッグで世IV虎&夏樹☆たいようと対戦し、ダイビング・セントーンからの体固めで世IV虎に敗れる。
6月12日、愛川ゆず季と初タッグを組み、高橋奈苗&岩谷麻優と対戦。岩谷からドールBで勝利。
6月26日、愛川とのタッグ2戦目は「BY砲（仮）」として世IV虎&夏樹組「川崎葛飾最強伝説」と対戦。夏樹からフォールを奪い川崎葛飾に初黒星をつけた。
7月24日、後楽園大会で初代ワールド・オブ・スターダム王座決定トーナメントに参戦。決勝まで進むも高橋に敗れる。
11月27日、BY砲として自身初タイトルとなるゴッデス・オブ・スターダム王座を獲得。
2012年8月、後楽園大会後、頚椎損傷により欠場。
11月3日、10月31日をもって任意引退したことを発表。
2016年4月29日、スターダム後楽園ホール大会にて復帰を宣言。6月16日、宝城カイリ戦で復帰。
12月22日、スターダム後楽園ホール大会にて木村響子＆花月組からゴッデス・オブ・スターダム王座(パートナーは宝城カイリ)を奪取。
2017年9月23日、スターダム大阪大会にて岩谷を下しワンダー・オブ・スターダム王座を奪取。
11月19日、後楽園ホール大会にて紫雷イオに敗れ王座陥落した試合後、12月24日に再度引退することを自ら発表した。同年12月24日に現役を引退。
2021年3月3日に行われた「スターダム10周年記念～ALLSTAR DREAM CINDERELLA～」日本武道館大会でオールスター・ランブルに出場。

## 得意技
Bドライバー
タックルで相手を担ぎ上げてから、両足を脇に固定しなおして真っ逆さまに落とす。谷嵜なおきのインプラントと同型。復帰後の主なフィニッシュ・ムーブ。
BYボム
BTボムと同型
各種キック
ドールB
回転式二段蹴り。師匠風香の必殺技「ドールF」にあやかり、美闘の頭文字を取って「ドールB」と命名した。
ミサイル・キック
ブレーンバスター
ジャーマンスープレックス

## タイトル歴
スターダム
- 初代、第10代ゴッデス・オブ・スターダム王座
  - パートナーは愛川ゆず季（初代）、宝城カイリ（第10代）
- 第10代ワンダー・オブ・スターダム王座
- 2011年GODDESSES OF STARDOM優勝 
  - パートナーは愛川ゆず季
- 2016年STARDOM 5★STAR GP優勝

## 入場テーマ曲
- Tik Tok（KE$HA）
- READY GO（4MINUTE）「全力女子」

## 写真集
- 女子プロレス エロカワ主義（2012年）